# Recep Ünalan
Recep Ünalan, né le 9 avril 1990, est un coureur cycliste turc.

## Palmarès sur route

### Par année
- 2010
  - Prix des Vins Henri Valloton amateurs
- 2011
  - 4e étape du Tour d'Isparta
  - Tour de Gallipoli :
    - Classement général
    - 2e et 3e étapes
- 2013
  -  Champion des Balkans sur route
- 2015
  - 2e étape du Tour de Çanakkale
- 2016
  - 3e du championnat de Turquie sur route

### Classements mondiaux
| Année           | 2010  | 2011 | 2012 | 2013 | 2014 | 2015 |
| --------------- | ----- | ---- | ---- | ---- | ---- | ---- |
| UCI Europe Tour | 1170e | 226e |      | 709e |      | 489e |
| UCI Asia Tour   |       |      | 258e |      |      |      |

## Palmarès sur piste

### Championnats du monde
- Melbourne 2012
  - 16e de l'omnium